# Who's Zoomin' Who?
Albums de Aretha Franklin
Get It Right (en)
(1983) Aretha (en)
(1986)
Who's Zoomin' Who? est un album studio d'Aretha Franklin, sorti le 9 juillet 1985.

## Pistes
| 1. | Freeway of Love   | - Jeffrey E. Cohen (en) - Narada Michael Walden | Walden   | 5:52 |
| 2. | Another Night     | - Beppe Cantarelli - Roy Freeland               | Walden   | 4:31 |
| 3. | Sweet Bitter Love | Van McCoy                                       | Franklin | 5:11 |
| 4. | Who's Zoomin' Who | - Aretha Franklin - Preston Glass (en) - Walden | Walden   | 4:44 |

| 5. | Sisters Are Doin' It for Themselves (avec Eurythmics) | - Annie Lennox - Dave Stewart | Stewart  | 5:52 |
| 6. | Until You Say You Love Me                             | - Glass - Walden              | Walden   | 4:23 |
| 7. | Ain't Nobody Ever Loved You                           | - Cohen - Walden              | Walden   | 4:50 |
| 8. | Push (avec Peter Wolf)                                | - Cohen - Walden              | Walden   | 4:35 |
| 9. | Integrity                                             | Franklin                      | Franklin | 4:24 |